# Mandra-Eidyllia
Mandra-Eidyllia (Grieks: Μάνδρα-Ειδύλλια) is sedert 2011 een fusiegemeente (dimos) in de Griekse bestuurlijke regio (periferia) Attica.
De vier deelgemeenten (dimotiki enotita) van de fusiegemeente zijn:
- Erythres (Ερυθρές)
- Mandra (Μάνδρα)
- Oinoi (Οινόη)
- Vilia (Βίλια)